# Spindasis pan
Spindasis pan är en fjärilsart som beskrevs av Talbot 1935. Spindasis pan ingår i släktet Spindasis och familjen juvelvingar. Inga underarter finns listade i Catalogue of Life.